# Lago Trappen
El lago Trappen (en alemán: Trappensee) es un lago situado a unos 2 km al este de la ciudad de Heilbronn y del río Neckar, en la región administrativa de Rems-Murr, en el estado de Baden-Württemberg (Alemania).
En el centro del lago se encuentra un castillo de foso del siglo XVI, reconstruido a su actual forma en el siglo XVIII.